# Robert de Cotte
Robert de Cotte (Parigi, 1656 – Passy, 15 luglio 1735) è stato un architetto francese.

## Biografia

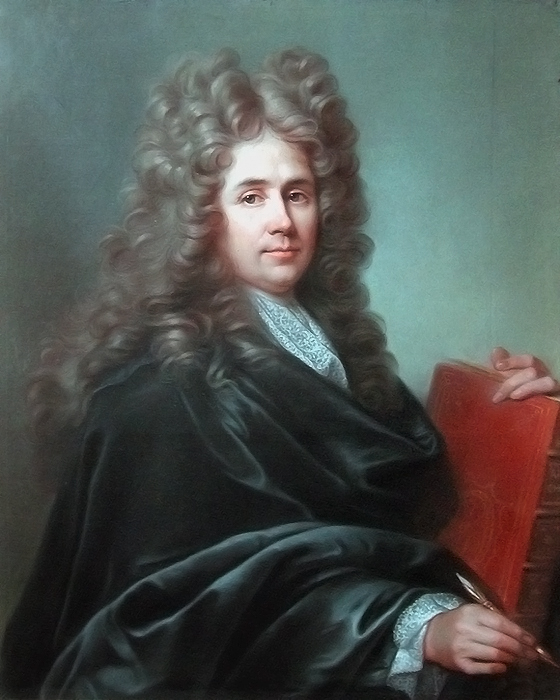
Robert de Cotte

Allievo e collaboratore di Jules Hardouin Mansart, assunse la direzione dei lavori lasciati in sospeso dal suo maestro.
Robert de Cotte entrò nel 1687 nella Académie royale d'architecture ed assunse il ruolo di "Architetto del re" due anni dopo. Ma già in precedenza si era distinto assumendo la direzione della manifattura dei Gobelins, dal 1669.
Lavorò assieme a Mansart per la realizzazione della cappella del castello di Versailles e alla Place Vendôme. Si occupò di numerosi progetti commissionati dalla alta nobiltà parigina. Nella capitale francese costruì un vasto numero di hôtel particulier, tra i quali l'hôtel des Mousquetaires, l'hôtel du Maine, l'hôtel d'Estrées, l'hôtel de Bourbon Condé, oltre al portale della chiesa di San Rocco e varie decorazioni all'interno di Notre-Dame.
Fuori Parigi si mise in evidenza per i palazzi episcopali di Strasburgo e di Verdun, per la piazza Bellecuor a Lione, oltre per i numerosi lavori svolti in Germania per conto dell'elettore di Baviera e di Colonia, nei castelli di Brühl, di Würzburg, di Bonn e di Poppelsdorf.
Venne richiesto il suo intervento anche in Spagna da Filippo V, per i progetti del palazzo del Buon Ritiro e per il Palazzo reale di Madrid, e da Vittorio Amedeo II di Savoia, per il quale realizzò numerosi castelli, come quello di Rivoli.
De Cotte viene considerato un importante esponente di transizione tra il Classicismo barocco e quello Rococò, ed un caposcuola dello stile Reggenza, che cercò di esaltare la comodità e la raffinatezza anche nelle case comuni.
Venne coadiuvato spesso da suo figlio Jules-Robert de Cotte.
La Biblioteca Nazionale di Parigi conserva i disegni di Robert de Cotte, raccolti in otto volumi.

## Opere
- Rinnovazione del Palazzo del Tau a Reims (1671-1710)
- Restauro dell'Hôtel de Ville di Lione (dal 1674)
- Chiesa Saint-Charles-Borromée, Sedan, 1685
- Hôtel du Lude
- Hôtel d'Estrées, n° 79 rue de Grenelle, Parigi (1710)
- Trasformazione dell'Hôtel de La Vrillière, rue de la Vrillière, Parigi (1715)
- Contributo all'Hôtel du Maine, Parigi (1713-16)
- Hôtel de Bourbon, Parigi (1717)
- Fontane del Palais-Royal, Parigi (1719)
- Decorazione per il coro della Notre-Dame a Parigi
- Palazzo del Principe Elettore a Bonn (1715-23)
- Castello di Poppelsdorf a Bonn (1715-35)
- Progetto del castello di Rivoli
- Palazzo episcopale di Verdun
- Palazzo dei Rohan a Strasburgo (dal 1728)
- Loggia che unisce le ali del Grand Trianon di Versailles
- Progetto della facciata su due livelli della chiesa di Saint-Roch a Parigi (1735 - realizzato dal figlio, Jules-Robert de Cotte)